# 罗啸天
罗啸天（1949年2月—），男，辽宁法库人，中华人民共和国政治人物。内蒙古农牧学院农牧业经济管理系牧业经济管理专业干部专修科大专毕业，中央民族大学中国少数民族经济专业在职研究生学历。

## 生平
1971年加入中国共产党。历任内蒙古自治区哲里木盟委委员、通辽市委书记、盟委副书记、副盟长，赤峰市委副书记、副市长、市委书记、市人大常委会主任等职。2004年12月获任内蒙古自治区党委常委，次年1月改兼区委政法委书记、区公安厅党委书记，2006年12月任内蒙古自治区人民政府副主席。2008年1月当选自治区人大常委会副主任。